# 1308 en Angleterre
Chronologie de l'Angleterre
- 1304
- 1305
- 1306
- 1307
- 1308
- 1309
- 1310
- 1311
- 1312

Cette page concerne l'année 1308 du calendrier julien.

## Naissances en 1308
- Date inconnue : 
  - Hugues le Despenser, 1er baron le Despenser (en)
  - Geoffroy Mortimer, noble

## Décès en 1308
- 5 avril : Reginald de Grey, 2e baron Grey de Wilton
- 12 août : Edmund de Stafford, 1er baron Stafford
- 11 décembre : Walter Haselshaw, évêque de Bath et Wells
- Date inconnue : 
  - John de Bankwell, juge
  - Henry Grey, 1er baron Grey de Codnor
  - Richard de Hoton, prieur de Durham
  - William Howard, juge
  - Peter Mauley, 1er baron Mauley
  - Richard de Middleton, théologien et philosophe
  - Ralph Sandwich, administrateur